# 小林茂樹
小林 茂樹（こばやし しげき、1964年10月9日 - ）は、日本の政治家。自由民主党所属の衆議院議員（4期）、自由民主党環境関係団体委員長兼環境部会長代理。
環境副大臣兼内閣府副大臣、国土交通大臣政務官、衆議院国土交通委員会理事、文部科学委員会委員、地方創生に関する特別委員会委員、自由民主党国土交通部会部会長代理、自民党文部科学部会副部会長、社会教育・宗教関係団体委員会副委員長、国際局次長を歴任、奈良県議会議員（2期）。

## 経歴
奈良県奈良市学園前に生まれ押熊町に育つ。祖父の小林茂市は三和住宅株式会社の創業者。奈良市立平城小学校、奈良市立登美ヶ丘中学校、清風高等学校を経て、1988年（昭和63年）、慶應義塾大学法学部卒業し、大和銀行入行。
1994年（平成6年）、家業の三和住宅に入社。2004年（平成16年）、同社代表取締役社長に就任。
2007年（平成19年）4月8日、奈良県議会議員選挙に初当選。2012年（平成24年）11月、2期目の途中で県議を辞職。
同年12月16日の第46回衆議院議員総選挙で奈良1区に出馬。前職で民主党の馬淵澄夫に敗れたが、比例近畿ブロックで復活し初当選した。
2013年（平成25年）3月、三和住宅代表取締役社長を退任。会社は弟の小林正樹が継いだ。
2014年（平成26年）12月14日の第47回衆議院議員総選挙では、奈良1区で再び馬淵に敗れ、比例復活もならずに落選した。
2017年（平成29年）10月22日の第48回衆議院議員総選挙では、奈良1区から出馬し馬淵に2,476票差で勝利し、返り咲きを果たした。一方馬淵は所属政党の希望の党が近畿2府4県にて票を伸ばせなかったこともあり比例復活もできず落選した。同選挙区における自由民主党の議席獲得は2000年の第42回衆議院議員総選挙の森岡正宏以来17年ぶり。なお、これにより奈良県選出の国会議員は全て自民党籍となった。当選後、志帥会（二階派）に入会した。
2021年（令和3年）10月31日、第49回衆議院議員総選挙で再び馬渕に敗れるも比例復活し3選。
2024年（令和6年）9月27日に行われた自民党総裁選挙において高市早苗の推薦人に名を連ねた。小林は1回目の投票、得票数1位の高市と2位の石破茂が進んだ決選投票、いずれも高市に投じた。同年10月31日の第50回衆議院議員総選挙では馬渕に敗れるも比例復活し4選。同年11月15日、自由民主党環境関係団体委員長兼環境部会長代理に就任。

## 政策・主張

### 憲法
- 憲法改正についての各メディアのアンケートの結果は以下のとおり。
  - 2017年 - 朝日新聞社には「賛成」と回答[15]。
  - 2021年 - 朝日新聞社には「どちらかといえば賛成」と回答[16]。
  - 2024年 - NHKには「賛成」と回答[17]。

- 憲法9条への自衛隊の明記について、2021年、2024年のNHKのアンケートで「賛成」と回答[18][17]。
- 改正すべき項目として「自衛隊の保持を明記する」「集団的自衛権の保持を明記する」「家族の尊重や家族間の相互扶助に関する条項を新設する」「教育の充実に向けた環境整備を行う旨を明記する」「各都道府県から必ず1人は参議院議員を選出するよう明記する」「緊急事態に関する条項を新設する」と主張[16]。
- 憲法を改正し緊急事態条項を設けることについて、2021年の毎日新聞社のアンケートで回答しなかった[19]。2024年のNHKのアンケートで「賛成」と回答[17]。

### 外交・安全保障
- 安全保障関連法の成立について、2017年のアンケートで「評価する」と回答[15]。
- 「他国からの攻撃が予想される場合には敵基地攻撃もためらうべきではない」との問題提起に対し、2021年のアンケートで「どちらとも言えない」と回答[16]。
- 「北朝鮮に対しては対話よりも圧力を優先すべきだ」との問題提起に対し、2021年のアンケートで「どちらかと言えば賛成」と回答[16]。
- 普天間基地の辺野古移設について、2021年のアンケートで「賛成」と回答[16]。

### ジェンダー
- 選択的夫婦別姓制度の導入についての各メディアのアンケートの結果は以下のとおり。
  - 2017年 - 朝日新聞社には「反対」と回答[15]。
  - 2021年 - 朝日新聞社には「どちらかと言えば反対」と回答[16]。
  - 2024年 - NHKには「反対」と回答[17]。

- 同性婚を可能とする法改正についての各メディアのアンケートの結果は以下のとおり。
  - 2017年 - 朝日新聞社には「どちらかと言えば反対」と回答[15]。
  - 2021年 - 朝日新聞社には「どちらかと言えば反対」と回答[16]。
  - 2024年 - NHKには回答しなかった[17]。

- 「LGBTなど性的少数者をめぐる理解増進法案を早期に成立させるべきか」との問題提起に対し、2021年の朝日新聞社のアンケートで「どちらかと言えば賛成」と回答[16]。
- クオータ制の導入について、2021年、2024年のNHKのアンケートで回答しなかった[18][17]。

### その他
- アベノミクスについて、2017年のアンケートで「評価する」と回答[15]。
- 「原子力発電への依存度について今後どうするべきか」との問題提起に対し、2021年のアンケートで「現状を維持すべき」と回答[18]。
- 新型コロナウイルス対策として、消費税率の一時的な引き下げは、2021年のアンケートで回答しなかった[18]。
- 森友学園への国有地売却をめぐる公文書改竄問題で、2021年5月6日、国は「赤木ファイル」の存在を初めて認めた[20]。しかし5月13日、菅義偉首相はファイルの存在を踏まえた再調査を行わない考えを報道各社に書面で示した[21]。9月の自民党総裁選挙で総裁に選出された岸田文雄も10月11日、衆議院本会議の代表質問で再調査の実施を否定した[22]。国の対応をどう考えるかとの同年の毎日新聞社のアンケートに対し「これ以上、調査や説明は必要ない」と回答[19]。
- 消費税については2017年アンケートでは「10％よりも高くすることにどちらかと言えば賛成」と回答したが[15]、2020年3月30日には自身のブログに「困難な道のりですが一時的であれ消費税引き下げを実施して、消費を落ち込ませないことが重要と考えます」と書き込んだ[23]。
- 2020年5月に行われた「消費税0％の検討」を掲げた『国民を守るための「真水100兆円」令和2年度第2次補正予算に向けた提言』に賛同している[24]。

## 統一教会との関係
- 2016年9月、世界平和統一家庭連合（旧統一教会）の関連団体「天宙平和連合（UPF）」と「平和大使協議会」が主催するパネルディスカッションに八木秀次とともに登壇した[25]。
- 2022年8月10日、第2次岸田改造内閣が発足。この日までに、小林と統一教会の間の関わりで明らかとされていたのは、前述のパネルディスカッションに登壇していたことと、2021年8月8日に行われた天宙平和連合主催のサイクリングイベント「ピースロード2021 in Nara」の実行委員長を務めたこと[26][27]の2点であった。
- 2022年8月12日、岸田は10日の閣僚人事発表に続いて、副大臣と大臣政務官の人事を発表。小林は環境副大臣と内閣府副大臣に就任するが、同日の共同通信の取材に対し「2019年～21年の3回、ピースロードに出席し、挨拶もした」と打ち明けた[28]。さらに8月15日の就任会見で、2019年から2021年にかけてピースロードの実行委員長を務めていたことも公表した[29]。2019年のピースロードにおいては、統一教会の中野教会長を歴任した安永來が共同実行委員長を、大和郡山教会の溝口義一が事務局長を務めており、小林と教団信者が連携して運営を担ったことが明らかとされている[30][31][32]。

## 所属議員連盟
- 日本の未来を考える勉強会[33]
- ボーイスカウト振興国会議員連盟 [34]

## 選挙歴
| 当落 | 選挙                     | 執行日         | 年齢 | 選挙区               | 政党       | 得票数    | 得票率 | 定数 | 得票順位 /候補者数 | 政党内比例順位 /政党当選者数 |
| ---- | ------------------------ | -------------- | ---- | -------------------- | ---------- | --------- | ------ | ---- | ------------------ | ---------------------------- |
| 当   | 2007年奈良県議会議員選挙 | 2007年4月8日   | 42   | 山辺郡・奈良市選挙区 | 自由民主党 | 1万4166票 | ーー   | 11   | 1/14               | /                            |
| 当   | 2011年奈良県議会議員選挙 | 2011年4月10日  | 46   | 山辺郡・奈良市選挙区 | 自由民主党 | 1万1957票 | ーー   | 11   | 3/16               | /                            |
| 比当 | 第46回衆議院議員総選挙   | 2012年12月16日 | 48   | 奈良県第1区          | 自由民主党 | 6万1043票 | 33.63% | 1    | 2/4                | 6/7                          |
| 落   | 第47回衆議院議員総選挙   | 2014年12月14日 | 50   | 奈良県第1区          | 自由民主党 | 6万7473票 | 41.21% | 1    | 2/3                | /9                           |
| 当   | 第48回衆議院議員総選挙   | 2017年10月22日 | 53   | 奈良県第1区          | 自由民主党 | 9万558票  | 40.81% | 1    | 1/4                | /                            |
| 比当 | 第49回衆議院議員総選挙   | 2021年10月31日 | 57   | 奈良県第1区          | 自由民主党 | 8万3718票 | 35.06% | 1    | 2/3                | 4/8                          |
| 比当 | 第50回衆議院議員総選挙   | 2024年10月27日 | 60   | 奈良県第1区          | 自由民主党 | 7万3214票 | 31.58% | 1    | 2/5                | 5/6                          |